# Angophora woodsiana
Angophora woodsiana är en myrtenväxtart som beskrevs av Frederick Manson Bailey. Angophora woodsiana ingår i släktet Angophora och familjen myrtenväxter. Inga underarter finns listade i Catalogue of Life.